# 1765

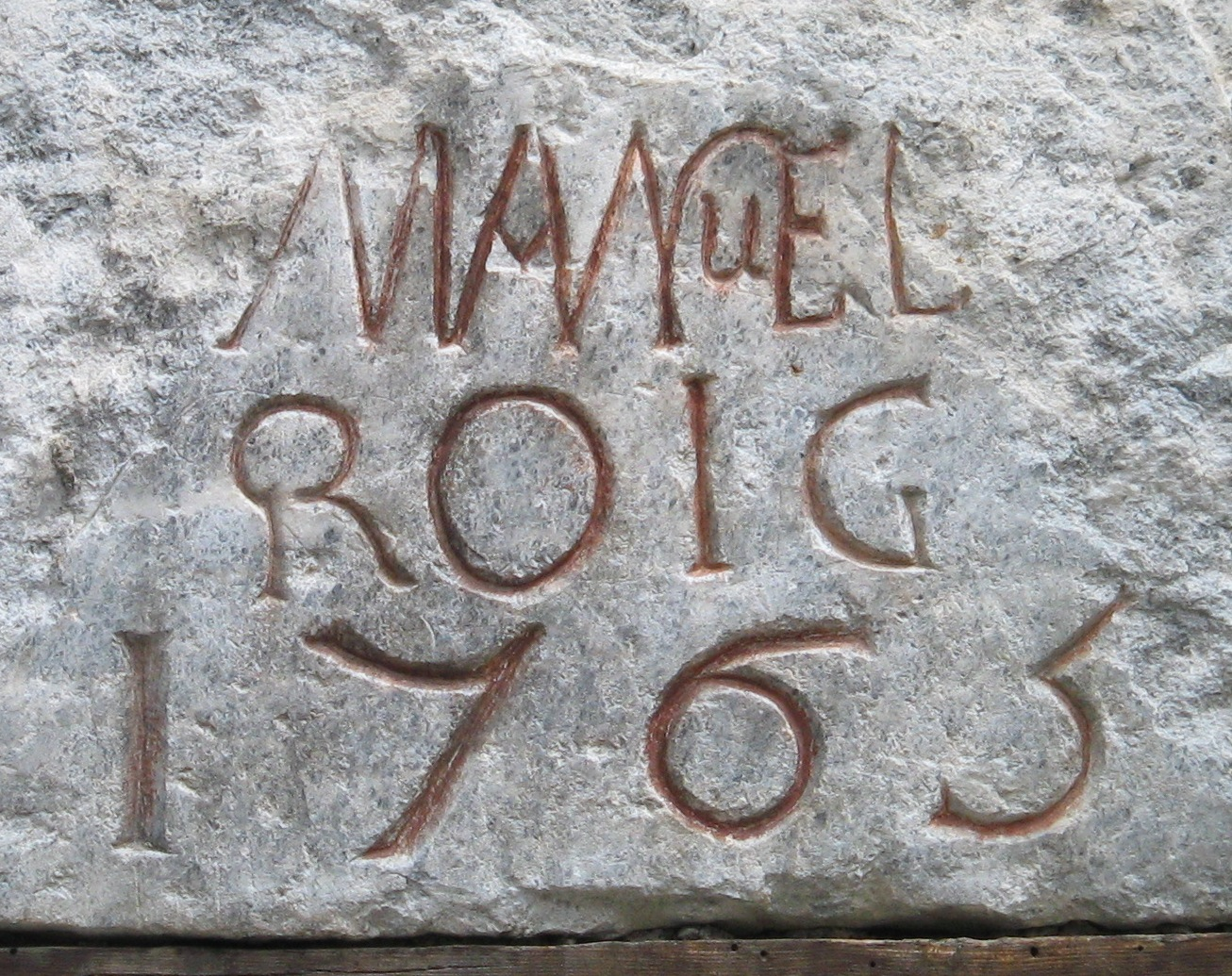
Llinda d'una casa de la Vall d'Aran.

## Esdeveniments
Països Catalans
Resta del món
- 7 de febrer: Horace Walpole publica The Castle of Otranto, la primera novel·la gòtica.[1]
- 22 de març: aprovació reial de la Llei del Timbre, una de les lleis que desencadena la Revolució Americana, es va començar a aplicar l'1 de novembre del mateix any.

## Naixements
Països Catalans
- 4 de febrer, Xàtiva, la Costera: Josep Chaix Isniel, matemàtic i astrònom valencià (m. 1809).[2]
- 23 de juny - Alpens, Lluçanès: Agustí Canelles i Carreres, astrònom i matemàtic català (m. 1818).

Resta del món
- 22 de febrer, Göttingen: Meta Forkel-Liebeskind, escriptora i traductora alemanya, una de les Universitätsmamsellen (m. 1853).[3]
- 21 d'agost, Londres (Anglaterra):Guillem IV del Regne Unit, rei del Regne Unit.(m. 1837).[4]
- París: Louis David, arpista

## Necrològiques
Països Catalans
Resta del món
- 9 de febrer, Londres, Anglaterra: Elisabetta de Gambarini, compositora anglesa, cantant, organista, clavecinista, pianista (n. 1731).[5]
- 15 d'abril, Sant Petersburg, Imperi Rus: Mikhaïl Lomonóssov, científic, escriptor i erudit rus que va fer importants contribucions a la literatura, l'educació i la ciència (n. 1711).[6]

- David Mallet, poeta escocès.